# 인질 외교
인질 외교 또는 인질-외교는 외교적 목적으로 볼모를 잡는 행위를 말한다. 고대에는 흔했지만, 현대 외교에서는 논란이 많은 관행이다. 현대 국가 중 인질 외교에 가담한 것으로 여겨지는 국가로는 중국, 튀르키예, 이란, 북한, 러시아가 있다.

## 배경과 개요
인질을 잡는 관습은 고대사의 대외 관계에서 필수적인 부분이었다. 정치적, 군사적 목적으로 오랫동안 사용된 역사는 정치 당국이나 장군들이 의무 준수에 대한 선의의 보증으로 한 명 또는 보통 여러 명의 인질을 상대방에게 합법적으로 넘겨주기로 동의했음을 나타낸다. 이러한 의무는 승리자의 손에 있는 평화 조약 체결의 형태를 띠거나, 심지어 휴전과 같은 경우 상호 보증으로 인질을 교환하는 형태를 띠기도 했다.
고대 중국에서는 동주 시대에 봉신국들이 상호 신뢰를 보장하기 위해 인질을 교환했다. 이러한 인질은 보통 지배 가문의 왕자인 지자(質子, "인질 아들")로 알려졌다. 한나라 시대에는 지자로 구성된 일방적인 인질을 잡는 것이 중앙집권적 군주제가 소규모 이 국가들을 통제하기 위한 표준 관행이었다. 그러나 일부 중국 고전 문헌에서는 인질 제도에 반대했다. 주나라와 정나라의 유명한 인질 교환()에 대해 춘추좌씨전은 다음과 같이 비판했다.
마음속에 신의가 없으면 인질은 소용없다. 양측이 지혜롭고 서로를 배려하며 예의에 따라 행동한다면, 인질 교환이 없더라도 그들을 이간질할 수 없다. (信不由中，質無益也，明恕而行，要之以禮，雖無有質，誰能間之)

고대 로마인들도 조공을 바치는 왕자들의 아들들을 데려와 로마에서 교육시키는 데 익숙했는데, 이는 정복된 국가의 지속적인 충성을 보장하고 미래의 통치자에게 로마 이데올로기를 심어주는 역할을 했다. 이러한 관행은 영국의 인도 점령 초기와 프랑스가 북아프리카 아랍 국가들과의 관계에서도 채택되었다.
현대에 인질 외교는 외교적 목적으로 인질을 잡는 행위를 말한다. 이는 범죄적 인질 납치와 연관되어 부정적인 의미를 가지며, 종종 외국인이 조작된 혐의로 체포되는 형태로 나타난다. 외교 인질은 이후 협상 카드로 사용된다.

## 현대 사례

### 부르키나파소
2023년 12월, 프랑스 DGSE의 비밀 요원 4명이 부르키나파소 수도 와가두구에 도착하자마자 부르키나파소 당국에 의해 구금되었다. 현지 관계자들은 "그들이 통상적인 외교 채널을 통해 파견되지 않았다"며 그들의 휴대폰에 "부르키나파소 현지 연락처에 대한 많은 정보"가 있었다고 주장했다.
프랑스 언론에 따르면, 관측통들은 이 상황을 "러시아의 바그너 용병의 증가하는 영향력"과 연관시켜, 현지 당국이 최후통첩으로 묘사된 상황에서 러시아와 프랑스 중 하나를 선택하도록 압력을 받았다고 추측했다. DGSE는 "여러 가지 실수가 있었다"고 인정하면서도 두 가지 핵심 사항을 강조했다. 첫째, 러시아의 군사적 영향력. 둘째, 프랑스 대통령이 [[2024년 부르키나파소 쿠데타|2024년 와가두구의 두 차례 쿠데타]]를 일으킨 주동자들을 비난한 점이다.
프랑스가 서사하라 문제 관리에 대한 모로코의 입장을 지지하는 합의에 도달한 후, 즉 알제리의 제안에 반대하는 입장을 취하자 모로코의 외교 당국이 개입하여 지원했다. 2024년 부르키나파소 쿠데타 중 무함마드 6세 국왕은 어느 쪽도 비난하지 않고 "가능한 한 유혈 사태를 피할 것"만을 요구했다. 2024년 말, 모로코와 프랑스 간의 외교적 관계가 다시 가까워진 후, 모로코 관계자들은 부르키나파소 당국이 요원들을 석방하도록 설득하는 데 도움을 주었다. 이들은 약 1년 동안 구금되어 있었다.

### 중국
가디언에 따르면, 중국은 인질 외교의 전과가 있지만, 이러한 관행에 관여했다는 사실을 반복적으로 부인해왔다. 1967년부터 1969년까지 중국공산당은 20여 명의 영국 외교관과 민간인을 사실상 인질로 잡았다. 영국은 장기적인 협상을 통해 인질 상황을 더 넓은 정치적, 경제적 문제와 분리함으로써 인력을 석방시킬 수 있었다.
중국이 멍완저우 체포에 대한 보복으로 두 캐나다인 마이클 스페이버와 마이클 코브리그를 구금했다고 널리 알려져 있다. 2019년 호주인 양헝쥔의 구금 또한 멍완저우 체포에 대한 보복으로 인질 외교를 재개하려는 노력과 연관되었다. 양헝쥔 구금 이전에 호주 정부는 두 캐나다인을 구금한 중국 정부를 강하게 비판했다. 2020년 호주 뉴스 앵커 청 레이의 체포 또한 인질 외교의 한 사례로 간주되었다. 2019년 2월 아일랜드 시민 리처드 오할로란에 대한 출국 금지 또한 인질 외교 사례로 간주되었다.
로위연구소는 중국의 인질 외교 사용이 그들의 "평화적 부상" 서사를 훼손한다고 결론 내렸다. 대만 정부는 홍콩 국가보안법이 중국의 추가적인 인질 외교를 촉진하는 데 사용될 것을 우려했다. 타이완 뉴스에 따르면 2020년 중국은 한동안 사용하지 않았던 대만을 대상으로 인질 외교를 시작했다.
2021년 2월 15일, 일본, 호주, 영국, 미국을 포함한 58개국이 캐나다 주도로 연합을 결성하여 구속력 없는 선언문에 서명하고 외교적 지렛대를 위한 외국인 임의 구금을 비난했다. 중국은 공식적으로 지목되지 않았지만, 캐나다와 미국 관리들은 중국이 성명의 대상이었다고 말했다. 캐나다 외교부는 특정 국가를 겨냥한 것이 아니라 이 문제에 대한 외교적 압력을 가하는 것이라고 말했다. 직후 캐나다 주재 중국 대사관은 중국공산당 소유의 타블로이드지인 환구시보가 발표한 기사를 통해 연합의 노력을 "중국을 도발하기 위해 고안된 공격적이고 경솔한 공격"으로 일축했다.
2021년 9월, 멍완저우 석방 이후, 멍완저우의 법원 사건과 인질 외교로 연관된 것으로 의심되는 중국에 억류된 두 명의 캐나다인과 두 명의 미국인이 석방되었다.
중국은 또한 마크 스위던, 앨리스 린, 카이 리를 포함한 미국 시민들을 구금한 것으로 알려져 있다. 스위던과 리의 구금은 유엔 임의 구금 실무 그룹의 독립적인 인권 전문가 그룹에 의해 임의적인 것으로 판결되었다.

### 가자 지구
하마스는 정치적 영향력을 행사하기 위한 수단으로 인질 외교를 사용한다. 이는 특히 하마스가 인질을 잡는 방식에서 분명히 드러나며, 이는 이스라엘에 대한 압력을 가하기 위한 것이다.

### 이란
현대 이란의 인질 외교는 이란 혁명 직후 주이란 미국 대사관 인질 사건과 함께 시작되었다.
이란 정부는 인질 외교를 주요 외교 도구로 사용해왔다. 인질에는 나자닌 자가리-랫클리프, 졸리 킹, 카일리 무어-길버트, 모라드 타흐바즈, 카말 포루기, 아라스 아미리, 카밀 아흐마디, 파리드 사파리, 아누셰 아쇼리가 포함된다.
외교관 한스-야콥 쉰들러에 따르면, 사업가 헬무트 호퍼 사건은 독일과 관련된 첫 번째 "인질 외교" 사례였다. 호퍼는 1997년 테헤란에서 체포되었는데, 미혼 무슬림 여성과 성관계를 가졌다는 혐의를 받았으며, 이는 샤리아 법에 따라 사형에 처할 수 있는 범죄였다. 여성은 이란 정부를 대리하여 행동했을 것으로 여겨지는데, 그러한 고발은 그녀 자신의 생명을 위협할 수도 있었기 때문이다. 현재 "반극단주의 프로젝트"의 책임자인 쉰들러는 이란 이슬람 공화국이 호퍼와 다른 구금자들을 정치적 인질로 사용했다고 언급했다. 5년 후, 독일 어부 도널드 클라인도 불법 국경 통과 혐의로 구금되어 18개월 형을 선고받았다. 이란은 미코노스 암살 사건으로 유죄 판결을 받은 테러리스트 카젬 다라비를 독일이 석방하도록 압력을 가하고 있었다. 그럼에도 불구하고 독일은 이란의 요구에 저항했으며, 호퍼는 2000년에, 클라인은 2007년에 석방되었다. 다라비는 얼마 후 이란으로 추방되었다. 당시 독일 정부는 이슬람 공화국과의 거래에 대한 추측을 부인했다.
2019년 9월 말, 자가리-랫클리프 사건에 대한 질문을 받았을 때, 이란의 하산 로하니 대통령은 이란에서 외국인이 투옥된 것을 서방 국가에서 이란인이 투옥된 것에 비유하며 양측 지도자들이 자국 사법부 결정에 대한 권한을 부인하고 있으며 "우리 모두"가 "지속적이고 협력적인 노력"을 해야 한다고 말했다. "그래서 모든 죄수들은 자유로워져야 한다... 하지만 그것은 양방향으로 진행되는 길이어야 한다."
2020년 9월 말, 잼시드 샤르마드의 구금은 독일 외교에 대한 비판을 더했다. 잼시드 샤르마드는 미국에 거주하던 독일-이란 이중 국적자로, 두바이에서 이란 당국의 비밀 작전으로 체포되었다. 이란 이슬람 공화국은 샤르마드를 테러 활동 가담 혐의로 기소했으며, 그는 2024년에 처형되었다. 그의 사건은 특히 독일의 대응과 관련하여 국제적인 큰 비난을 불러일으켰다. 언론인 길다 사헤비는 독일 정부가 비슷한 사례의 오스트리아 및 프랑스 정부와 달리 샤르마드를 정치적 인질로 공개적으로 지명하지 않은 것을 비판했다.
파리드 사파리는 체포 당시 독일 대학생이었다. 그는 이란 여자친구를 만나러 이란으로 여행을 갔지만, 나중에 IRGC에 체포되어 악명 높은 에빈 교도소에서 두 달 동안 독방에 갇혔다. 그의 사건은 인질 상황의 특징을 가지고 있다. 그의 구금은 2023년 초 아제르바이잔-이란 관계가 긴장된 가운데 발생했으며, 거의 2년 만에 풀려난 것은 아제르바이잔에 구금된 이란 스파이가 연루된 포로 교환의 일부였다. 이는 외국인들이 정치적 협상 카드로 사용되기 위해 이란에서 논란의 여지가 있는 혐의로 구금되는 다른 사례에서 보이는 패턴과 일치한다.
2022년 현재 이란은 20~40명의 외국인을 구금하고 있다.

### 북한
북한은 인질 외교를 미국, 대한민국, 일본, 말레이시아, 그리고 여러 유럽 국가들을 상대로 널리 사용해왔다. 인질로 잡히는 사람들은 종종 관광객이나 교환학생이며, 사소한 범죄나 간첩 혐의로 기소된다. 최근 몇 년 동안 김정은 정권이 인질을 지렛대로 사용하는 것에서 벗어나 미국 개입에 대한 두려움에 맞서 인질을 인간 방패로 사용하게 되었다는 추측이 있었다. 석방 직후 사망한 오토 웜비어 사건은 북한 인질 외교의 특히 잘 알려진 사례이다.

### 러시아
러시아는 폴 웰런과 브리트니 그라이너의 경우 인질 외교를 사용했다는 비난을 받았으며, 과거에 미국과 죄수 교환을 한 적이 있다.

### 튀르키예
민주주의 수호 재단의 에릭 에델만과 아이칸 에르데미르에 따르면, 인질 외교는 튀르키예의 레제프 타이이프 에르도안 대통령에 의해 널리 사용되었다. 2016년 튀르키예에서 투옥된 미국인 목사 앤드루 브런슨의 사례는 외교적 인질극으로 널리 언급되었다.

### 미합중국
많은 프랑스 언론 매체와 신문들은 프랑스 기업 알스톰의 경영진인 프레데리크 피에루치 사건을 제너럴 일렉트릭이라는 미국 그룹에 의한 인수와 관련하여 인질 외교의 전형적인 사례로 간주한다. 프랑스 경영진은 몇 주 동안 가족이나 고용주와 연락이 두절된 채 수개월 동안 삼엄한 경비의 교도소에 수감되었다.
2013년, 이 사건은 프랑스에서 매우 심각하게 받아들여졌는데, 특히 피에루치가 인수 합병 계약이 체결된 지 불과 일주일 만에 석방되었기 때문이다. 그의 사건은 그 이후로 프랑스와 미합중국 간의 경제전의 상징이 되었다.

## 같이 보기
- 부당 구금
- 이주 외교
- 전방위 외교
- 포함외교
- 하드 파워
- 소프트 파워
- 미국의 중국 스파이 사건 목록
- Sklavenkasse
- 피드욘 슈부임